# Roodvleugelspreeuw
De roodvleugelspreeuw (Onychognathus morio) is een vogelsoort uit de familie Sturnidae.

## Kenmerken
De lengte bedraagt 27 tot 30 centimeter.

## Verspreiding en leefgebied
Deze soort komt voor van Ethiopië tot Zuid-Afrika en telt twee ondersoorten:
- O. m. rueppellii: van zuidelijk Soedan tot centraal Ethiopië en noordelijk Kenia.
- O. m. morio: van Oeganda en Kenia tot Botswana en zuidelijk Zuid-Afrika.